# Азербайджано-нидерландские отношения
Азербайджано-нидерландские отношения — двусторонние отношения между Азербайджаном и Нидерландами в политической, экономической и иных сферах.

## Дипломатические отношения
Королевство Нидерландов признало независимость Азербайджанской Республики 31 декабря 1991 года. Дипломатические отношения установлены 1 апреля 1992 года. Посольство Азербайджана в Королевстве Нидерландов учреждено 20 сентября 2005 года. 24 апреля 2007 года посол Фуад Искендеров вручил верительные грамоты королеве Королевства Нидерландов Беатрикс Вильгельмине Армгард.
Посольство Нидерландов в Азербайджане открылось 26 июня 2009 года. В августе 2009 года на должность посла в Азербайджане был назначен Лукас ван Хорн. 23 октября 2009 года Лукас ван Хорн вручил верительные грамоты президенту Азербайджана.
16 августа 2010 года новый посол Королевства Нидерландов Онно Керверс вручил свои верительные грамоты президенту Азербайджана.

В Парламенте Азербайджана действует двусторонняя рабочая группа. Руководитель группы - Эльдар Гулиев.

## Двусторонние визиты
| Дата                  | Визит |
| 7 мая 2009            | Президент Азербайджана Ильхам Алиев встретился с премьер-министром Нидерландов Яном Петером Балкененде в рамках саммита Восточного партнерства в Праге |
| 1 декабря 2010        | Президент Азербайджана Ильхам Алиев встретился с премьер-министром Нидерландов Марком Рютте на саммите ОБСЕ в Астане                                   |
| 23 января 2014        | Президент Азербайджана Ильхам Алиев встретился с премьер-министром Нидерландов Марком Рютте на Давосском экономическом форуме                          |
| 23-25 марта 2014      | Визит президента Азербайджана Ильхама Алиева в Нидерланды для участия в третьем саммите по ядерной безопасности, проходящем в Гааге                    |
| 4-6 февраля 2002      | Министр юстиции Азербайджана Фазиль Мамедов посетил Нидерланды                                                                                         |
| 12-19 мая 2002        | Министр образования Азербайджана Мисир Марданов посетил Нидерланды                                                                                     |
| 4-10 декабря 2007     | Министр здравоохранения Азербайджана Огтай Ширалиев в Нидерландах                                                                                      |
| 6-8 декабря 2007      | Визит министра образования Азербайджана Мисира Марданова в Нидерланды                                                                                  |
| 29 июня — 2 июля 2009 | Визит начальника Государственной пограничной службы Азербайджана Эльчина Гулиева в Нидерланды                                                          |
| 25-28 октября 2009    | Визит председателя Государственной миграционной службы Азербайджана Арзу Рагимова в Нидерланды                                                         |
| 8-12 августа 2010     | Визит министра юстиции Нидерландов Эрнста Гирша Баллина в Азербайджан                                                                                  |
| 17-19 мая 2011        | Министр по чрезвычайным ситуациям Азербайджана Камаладдин Гейдаров посетил Нидерланды                                                                  |
| 6-7 марта 2012        | Визит министра инфраструктуры и окружающей среды Нидерландов Мелани Анриетт Шульц ван Геген-Маас Геестеран в Азербайджан                               |
| 10-12 июня 2012       | Министр иностранных дел Азербайджана Эльмар Мамедъяров посетил Нидерланды                                                                              |
| 12-14 сентября 2012   | Визит заместителя премьер-министра, министра экономики, сельского хозяйства и инноваций Максима Жака Марселя Верхагена в Азербайджан                   |
| 4 февраля 2014        | Министр иностранных дел Нидерландов Франс Тиммерманс посетил Азербайджан                                                                               |
| 2-5 апреля 2014       | Исполнительный директор Государственного нефтяного фонда Азербайджана Шамхар Мовсумов посетил Нидерланды                                               |
| 22-25 апреля 2014     | Председатель Государственной миграционной службы Азербайджана Фирудин Набиев посетил Нидерланды                                                        |
| 12-14 мая 2014        | Генеральный директор Службы репатриации и выезда Нидерландов Родия Маас посетила Азербайджан                                                           |
| 4 сентября 2014       | Министр иностранных дел Азербайджана Эльмар Мамедъяров встретился со своим голландским коллегой Франсом Тиммермансом в рамках саммита НАТО в Уэльсе    |
| 10-11 октября 2014    | Генеральный директор Службы миграции и натурализации Роб ван Линт посетил Азербайджан                                                                  |
| 6-7 ноября 2014       | Министр инфраструктуры и окружающей среды Нидерландов Мелани Анриетт Шульц ван Хейген-Маас Геестеран посетила Азербайджан                              |
| 15-17 апреля 2015     | Министр связи и высоких технологий Азербайджана Али Аббасов посетил Нидерланды в рамках Глобальной конференции CyberSpace 2015, проходящей в Гааге     |
| 21-23 апреля 2015     | Министр по чрезвычайным ситуациям Азербайджана Камаладдин Гейдаров посетил Нидерланды                                                                  |
| 22-23 апреля 2015     | Встреча министра иностранных дел Эльмара Мамедъярова с его голландским коллегой Бертом Кендерсом в рамках Генеральной Ассамблеи ООН                    |

## Договорно-правовая база
Между Азербайджаном и Королевством Нидерландов подписано 12 соглашений. В том числе:
- Соглашение о воздушных перевозках (11 июля 1996 года)
- Соглашение о взаимной административной помощи по надлежащему применению таможенного законодательства (30 января 2002 года)
- Соглашение о международных автомобильных перевозках (25 мая 2004 года)
- Соглашение об избежании двойного налогообложения и предотвращении уклонения от налогообложения в отношении налогов на доходы и капитал
- Меморандум о взаимопонимании между Государственной пограничной службой Азербайджанской Республики и Службой репатриации и выезда Королевства Нидерландов о борьбе с незаконной миграцией (1 июля 2009 года)

## Экономические отношения
Азербайджан и Нидерланды сотрудничают по разным направлениям с целью расширения экономических связей в таких областях, как промышленность, производство, переработка и упаковка сельскохозяйственной продукции, информационно-коммуникационные технологии, туризм, здравоохранение, экология.
В индустриальных парках Азербайджана присутствуют нидерландские компании.
В Азербайджане действуют более 100 нидерландских компаний в области финансирования, промышленности, строительства, услуг, торговли, сельского хозяйства, транспорта и экологии.
Нидерланды осуществили около 670 миллионов долларов прямых инвестиций в различные сферы экономики Азербайджана. 
Азербайджан сотрудничает с голландскими компаниями в области реабилитации Абшеронских озер, в том числе озера Беюкшор.
Совместно с голландской судостроительной компанией Damen планируется совместная постройка кораблей на Бакинском судостроительном заводе.

### Товарооборот (тыс. долл)
| Год  | Экспорт Азербайджана | Импорт Азербайджана | Сумма товарооборота |
| ---- | -------------------- | ------------------- | ------------------- |
| 2020 | 7 927,98             | 96 036,88           | 103 964,86          |
| 2021 | 39 690,32            | 87 732,35           | 127 422,67          |
| 2022 | 131 962,17           | 106 976,19          | 238 938,36          |
| 2023 | 44 220,36            | 113 014,26          | 157 234,62          |
| 2024 | 149 971              | 98 774,42           | 248 745,42          |

## Иные сферы
Азербайджан и Нидерланды в 2013 году подписали соглашение о совместной программе MBA (Master of Business Administration), охватывающей область управления энергией . 
Осуществляется программа между Азербайджанской дипломатической академией и Маастрихтской школой менеджмента. Программа предоставляет выпускникам дипломы как АДА, так и МСМ.
Каждый год Институт международных отношений Нидерландов Клингендаэль проводит тренинги для дипломатов стран Восточного партнерства. В рамках сотрудничества между Дипломатической академией Азербайджана и Институтом Клингендаля дипломаты Академии ежегодно участвуют в тренингах.
В рамках сотрудничества с Гаагской академией международного права организуются Ежегодные семинары по армяно-азербайджанскому нагорно-карабахскому конфликту. В семинарах участвуют специалисты по международному праву и правовым вопросам.